# Jan Kelderman
Jan Kelderman (Edam, 18 marzo 1914 – Amsterdam, 1990) è stato un pittore olandese nato e vissuto prevalentemente ad Amsterdam.
Appartenente alla corrente impressionista ha dipinto con passione per tutta la vita vivendo dei proventi delle sue opere. Ha venduto i suoi quadri attraverso le gallerie, ma anche alle numerose mostre dedicategli, non disdegnando le compravendite estemporanee negli alberghi, nelle botteghe e nel suo pub preferito nel centro di Amsterdam dove era spesso possibile incontrarlo accompagnato da una o più di una delle sue opere sottobraccio.
Ha principalmente dipinto panorami di Amsterdam e Parigi, paesaggi urbani, marine, nature morte e suggestive scene invernali di montagna.
Kelderman era un pittore estremamente prolifico; si stima abbia prodotto un numero impressionante di tele, più di 10.000 quadri, non tutti firmati e intestati.
Apprezzato per la sua pittura naturale e spontanea è facilmente entrato nell'immaginario del popolo olandese, tanto che non è difficile trovare un suo dipinto nelle case delle famiglie dei Paesi Bassi.
Ha vissuto a Hilversum, Amsterdam e dal 1946 al 1950 ha lavorato a Laren (Noord-Holland) e ad Eemnes, dopo di che si trasferisce definitivamente nella capitale olandese. Muore nel 1990.
Alla sua scomparsa moltissime delle sue opere passano nelle principali gallerie del paese dove subiscono una notevole rivalutazione che probabilmente l'autore stesso, sempre consideratosi un mestierante non si sarebbe aspettato, e successivamente molte tele, spesso solo attribuite al pittore di Edam dai racconti dei numerosissimi acquirenti, vengono vendute all'estero, soprattutto in Germania, Belgio e Francia, con quotazioni in crescita.
Attualmente gli esperti tendono a considerarlo l'icona tra i numerosi paesaggisti olandesi moderni.